# Stalleralmbach
Stalleralmbach är ett vattendrag i Österrike.   Det ligger i förbundslandet Tyrolen, i den centrala delen av landet, 300 km väster om huvudstaden Wien.
Trakten runt Stalleralmbach består i huvudsak av gräsmarker. Runt Stalleralmbach är det glesbefolkat, med 19 invånare per kvadratkilometer.